# Jagdgeschwader 6
La Jagdgeschwader 6  (JG 6) (6e escadre de chasse), surnommée Horst Wessel, est une unité de chasseurs de la Luftwaffe pendant la Seconde Guerre mondiale.
Active de 1944 à 1945, l'unité était affectée aux missions visant à assurer la supériorité aérienne de l'Allemagne dans le ciel de l'Europe.

## Origine du surnom
L'unité fut baptisée en l’honneur de Horst Wessel, martyr de la cause nazie.
Du 4 janvier 1936 au 8 mai 1945, le nom Horst Wessel a toujours été porté par une unité de la Luftwaffe même après la dissolution de celle-ci. 
Les unités ayant porté le nom Horst Wessel sont successivement :
| Nom                     | Début             | Fin               |
| ----------------------- | ----------------- | ----------------- |
| Jagdgeschwader 134      | 4 janvier 1936    | 1er novembre 1938 |
| Jagdgeschwader 142      | 1er novembre 1938 | 1er janvier 1939  |
| Zerstörergeschwader 142 | 1er janvier 1939  | 1er mai 1939      |
| Zerstörergeschwader 26  | 1er mai 1939      | Juillet 1944      |
| Jagdgeschwader 6        | Juillet 1944      | 8 mai 1945        |

## Opérations
La JG 6 opère sur des chasseurs Messerschmitt Bf 109G et des Focke-Wulf Fw 190A et D.
Elle prend part à l'Opération Bodenplatte dans le cadre de la bataille des Ardennes. 

## Organisation

### Stab. Gruppe
Formé en juillet 1944 à Königsberg-Devau à partir du Stab/ZG 26.
Geschwaderkommodore (Commandants de l'escadre) :
| Début           | Fin              | Grade          | Nom              |
| --------------- | ---------------- | -------------- | ---------------- |
| Juillet 1944    | 1er janvier 1945 | Oberstleutnant | Johann Kogler    |
| 16 janvier 1945 | 10 avril 1945    | Major          | Gerhard Barkhorn |
| 10 avril 1945   | 17 avril 1945    | Major          | Gerhard Schöpfel |
| 17 avril 1945   | 8 mai 1945       | Major          | Richard Leppla   |

### I. Gruppe
Formé en juillet 1944 à Königsberg-Devau à partir du I./ZG 26 avec :
- Stab I./JG 6 à partir du Stab I./ZG 26
- 1./JG 6 à partir du 1./ZG 26
- 2./JG 6 à partir du 2./ZG 26
- 3./JG 6 à partir du 3./ZG 26
- 4./JG 6 nouvellent créé (en août 1944)

Gruppenkommandeure (Commandant de groupe) :
| Début             | Fin            | Grade     | Nom              |
| ----------------- | -------------- | --------- | ---------------- |
| ?                 | ?              | ?         | ?                |
| 1er novembre 1944 | 2 février 1945 | Hauptmann | Willi Elstermann |
| Février 1945      | Mai 1945       | Major     | Otto Bertram     |

### II. Gruppe
Formé en juillet 1944 à Königsberg-Devau à partir du II./ZG 26 avec :
- Stab I./JG 6 à partir du Stab II./ZG 26
- 5./JG 6 à partir du 4./ZG 26
- 6./JG 6 à partir du 5./ZG 26
- 7./JG 6 à partir du 6./ZG 26
- 8./JG 6 nouvellent créé (en août 1944)

Gruppenkommandeure :
| Début              | Fin          | Grade     | Nom              |
| ------------------ | ------------ | --------- | ---------------- |
| Juillet 1944       | 31 août 1944 | Hauptmann | Willi Elstermann |
| 1er septembre 1944 | 30 mars 1945 | Major     | Johannes Naumann |
| ?                  | ?            | ?         | ?                |

### III. Gruppe
Formé le 14 octobre 1944 à Schwerin-Görries à partir du I./JG 5 avec :
- Stab III./JG 6 à partir du Stab I./JG 5
- 9./JG 6 à partir du 1./JG 5
- 10./JG 6 à partir du 2./JG 5
- 11./JG 6 à partir du 3./JG 5
- 12./JG 6 à partir du 4./JG 5

Le III./JG 6 est dissous le 4 avril 1945.
Gruppenkommandeure :
| Début           | Fin              | Grade     | Nom                |
| --------------- | ---------------- | --------- | ------------------ |
| 14 octobre 1944 | 24 novembre 1944 | Hauptmann | Theo Weissenberger |
| Novembre 1944   | Janvier 1945     | Major     | Kühle              |
| 21 janvier 1945 | 4 avril 1945     | Major     | Kurt Müller        |